# سیستم آب تیخوینسکایا
سیستم آبی تیهوینسکایا (روسی: Тихвинская водная система) یکی از آبراه‌هایی بود که رودخانه ولگا را به دریای بالتیک متصل می‌کرد و نقش مهمی در توسعه حمل‌ونقل آبی روسیه در قرن نوزدهم ایفا نمود. این مسیر شامل مجموعه‌ای از رودخانه‌ها، کانال‌ها و دریاچه‌ها بود که امکان جابه‌جایی کالا و مسافر را میان مناطق مرکزی و شمال‌غربی کشور فراهم می‌کرد. طراحی دقیق و مهندسی پیشرفته آن در زمان خود، نشانگر تلاش‌های گسترده برای تقویت زیرساخت‌های اقتصادی و نظامی امپراتوری روسیه بود. این سیستم همچنین به توسعه شهرهای اطراف و رونق تجارت داخلی کمک شایانی کرد. و به‌طور خاص رودخانه مولوگا را به رودخانه سیاس متصل می‌کرد. از نظر تقسیمات اداری فعلی روسیه، این آبراه متعلق به استان‌های وولوگدا و لنینگراد است. این مسیر آبی، نقش مهمی در اتصال مناطق شمال‌غربی به مراکز تجاری داخلی داشت و موجب رونق اقتصادی و توسعه زیرساخت‌های حمل‌ونقل در این استان‌ها شد.
این طرح ابتدا توسط پتر کبیر مطرح شد، اما ساخت آن تنها در سال ۱۸۰۲ آغاز شد. سیستم آبی تیخوینسکایا برای عبور کشتی‌های متوسط ساخته شده بود. این سیستم تیخوین تا اواسط قرن بیستم فعال بود، زمانی که کشتیرانی در امتداد رودخانه سویر و ساخت راه‌آهن باعث افزایش رقابت و در نتیجه تعطیلی آن شد. با وجود نقش مهم این سیستم در اتصال مناطق داخلی به دریای بالتیک، توسعه فناوری‌های حمل‌ونقل مدرن و تغییر مسیرهای تجاری موجب شد تا اهمیت آن کاهش یابد و در نهایت به فراموشی سپرده شود.

## جغرافیا
سیستم آبی تیهوینسکایا از اسکله ریبینسک در کنار رودخانه ولگا آغاز می‌شد. این آبراه در امتداد ولگا (۳۲) امتداد داشت. کیلومتر)، سپس در رودخانه مولوگا (۱۷۵ کیلومتر). از مولوگا، آبراه در چاگودوشچا به کناره پیچید و ۱۷۹ کیلومتر امتداد یافت. کیلومتر در امتداد رودخانه‌های چاگودوشچا و گورون. پس از ۳۳ کیلومتر، رودخانه سومینکا را دنبال کرد (۳۲ کیلومتر)، دریاچه سومین و رودخانه ولچینا (۱۰) کیلومتر).
بین رودخانه ولچینای علیا و دریاچه الگینو، ششمین کانال تیخوین کیلومتر ساخته شد. سپس مسیر از دریاچه الگینو، رودخانه تیخوینکا (۱۵۹) عبور کرد. کیلومتر) و روی رودخانه سیاس. سپس مسیر از طریق کانال سیاس (۱۰) طی می‌شود. کیلومتر) و کانال لادوگا و در نهایت از طریق رودخانه نوا (۵۸ کیلومتر). سیستم تیهوینسکایا در اسکله نزدیک لاورای الکساندر نوسکی در سن پترزبورگ به پایان می‌رسد. طول کل این آبراه ۹۰۲ کیلومتر بود. کیلومتر.

## تاریخچه
در قرن هجدهم، ساخت سیستم آب تیخوینسکایا چندین بار در دستور کار قرار گرفت، اما هر بار به دلیل کمبود پول در خزانه به تعویق افتاد. در تابستان ۱۷۹۷، به دلیل خشکسالی شدید، کشتی‌ها نمی‌توانستند از آبراه ویشنی ولوچیوک عبور کنند. دوباره، این سؤال در مورد ساخت سیستم تیخوین مطرح شد. در ۱ ژانویه ۱۸۰۲، الکساندر اول پیش‌نویس سیستم آب ژنرال دوولانت را تصویب کرد که قرار بود ۱۷ قفل و ۱۰ دریچه و کانال بین دریاچه‌ها و سوان کروپین ساخته شود.

## وضعیت فعلی
امروزه، سیستم آبرسانی تیخوینسکایا رو به زوال است. تمام دروازه‌ها تخریب شده‌اند. سطح آب رودخانه تیخوینکا بیش از ۵ متر کاهش یافته است. تیخوینکا به شدت با زباله‌های خانگی آلوده شده است. بناهای معماری متعددی که در سواحل تیخوینکا و شاخه‌های آن واقع شده‌اند، در وضعیت ویرانی قرار دارند.